# Inspiration
「Inspiration」（インスピレーション）は、SCRIPTの通算3枚目のシングル。2001年9月27日にキティMMEよりリリース。

## 解説
前作「Stripe Blue」より約4ヵ月後のリリース。「Inspiration」はTBS系「COUNT DOWN TV」オープニングテーマに起用された。同曲はアルバム『Body Language』に収録されている。
2004年にリリースされたミュージック・ビデオ『SCRIPT Rock Inventions〜MUSIC VIDEO CLIPS〜』にプロモーション映像が収録されている。

## 収録曲
1. Inspiration
作詞・作曲：佐々木收
  - TBS系「COUNT DOWN TV」オープニングテーマ
2. ギャップ
作詞・作曲：渡邊崇尉
3. Inspiration (Backing Track)